# 鼓楼

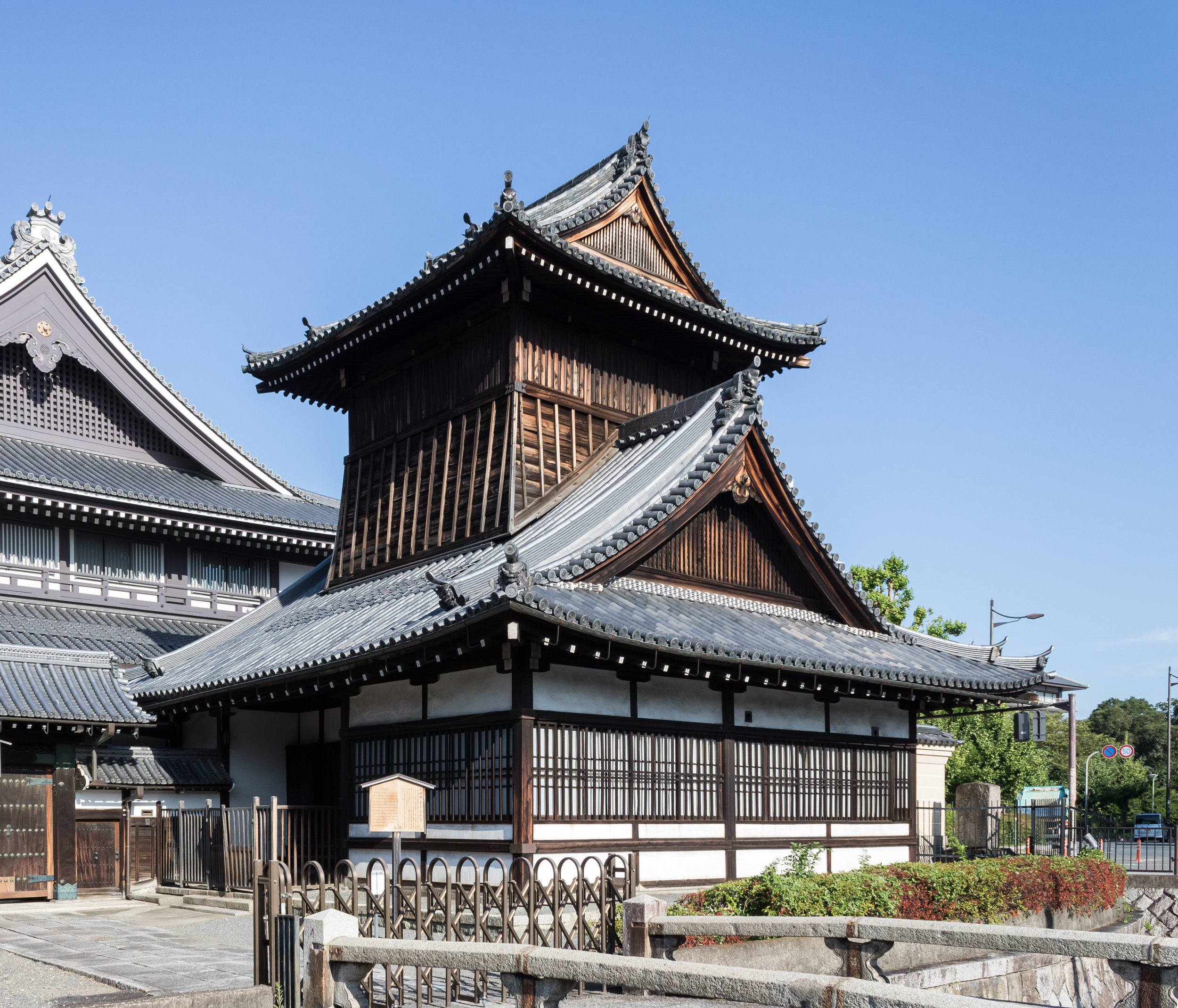
京都市西本願寺

鼓楼（ころう）は、中国、日本など東アジア文化圏において、城郭、都市、宗教施設敷地内などに建てられる、太鼓を設置するための建物。太鼓を鳴らすことによって、時報や、緊急事態発生の伝達などの役割を果たした。太鼓楼（たいころう）などと称する場合もある。類似した機能をもつ建物に鐘楼やミナレット（イスラームのモスクに付属する塔。肉声またはスピーカーで礼拝の時刻を知らせる）がある。

## 中国
鐘楼も時報のための建物であり、中国の都城では対に造られる例が多く、通常は東に鐘楼、西に鼓楼を置き、早朝に鐘を鳴らし、夕べには鼓を撃って「晨鐘暮鼓」と称した。北京鐘鼓楼（中文、英語）のように北に鐘楼・南に鼓楼を配置したものや、山海関鐘鼓楼のように一体の楼閣である場合もある。

### 南京城の鼓楼

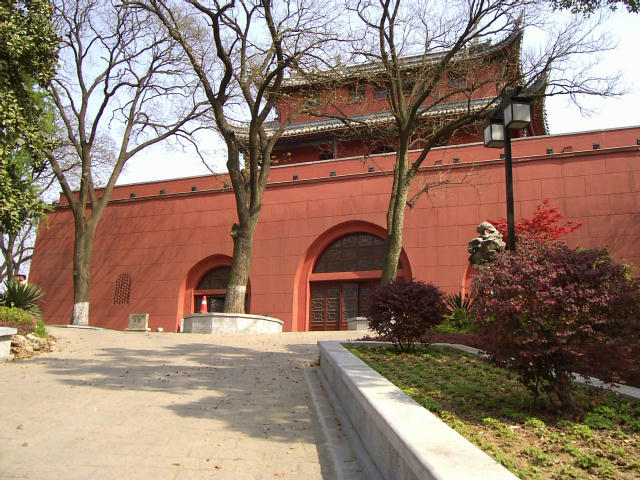
中国の鼓楼（南京）

南京城の鼓楼は、南京市鼓楼区の中心に位置しており、明の洪武15年（1382年）に建てられ、昼夜の時報や王を迎えるときに使われた。現在は鼓楼公園として整備され、公園に隣接する区域は鼓楼広場となっている。鼓楼の2階にある鐘と太鼓を鳴らすことができる。3階には昔の鼓楼の写真が展示されており昔の南京を伺うことができる。

### 西安の鼓楼

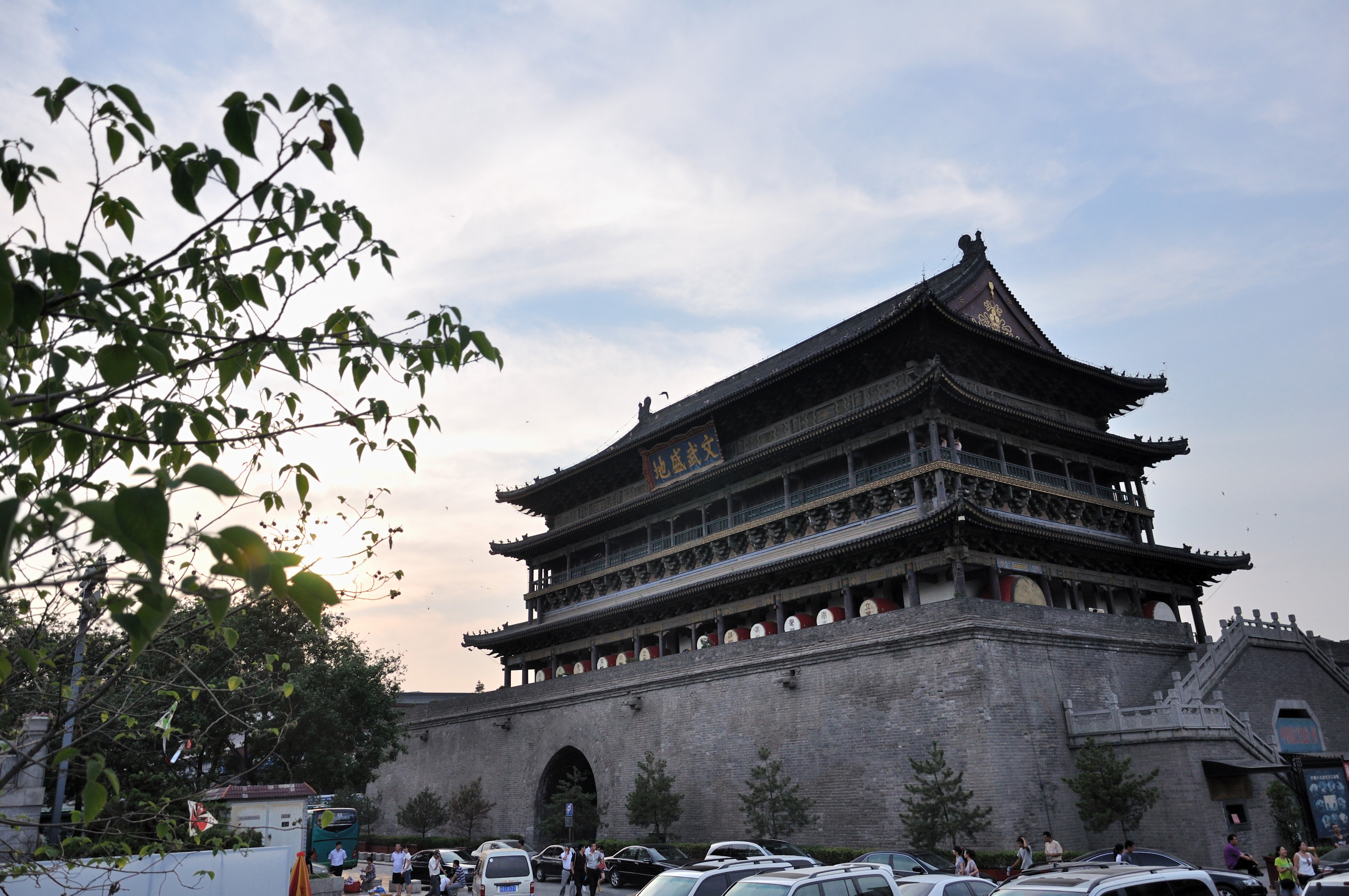
西安鼓楼

西安の鼓楼は、陝西省西安市の西大街北院門の南端に位置する。明初の1380年に建造された。清代の1699年と1740年に2度修復されている。楼上に巨大な太鼓を置き、時を告げたことから「鼓楼」と名づけられた。

## 日本

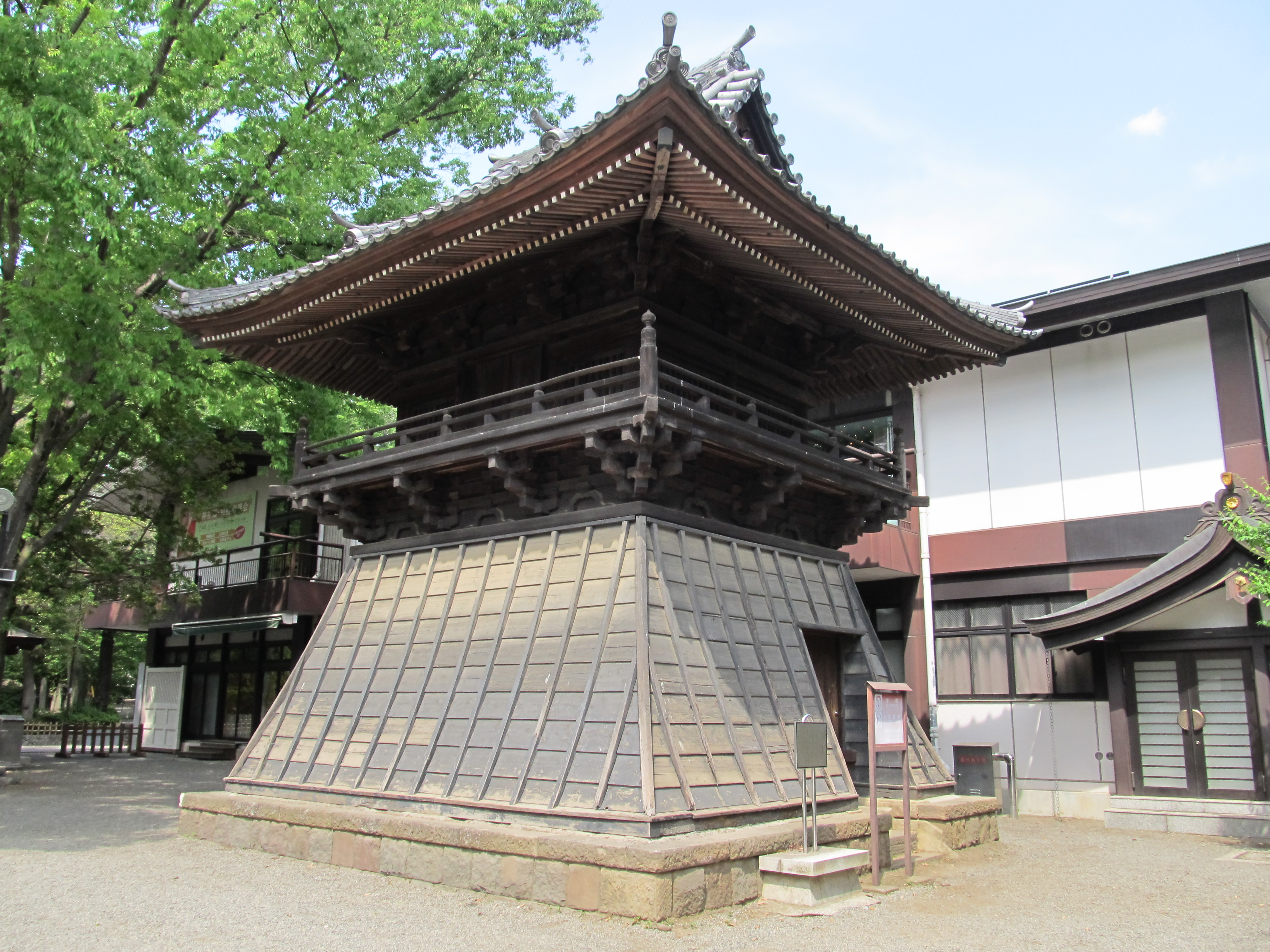
東京都府中市大國魂神社

日本では、鼓楼あるいは太鼓楼と称する建物が寺院、神社などの宗教施設内に見られる。社寺により、鼓楼（または鐘楼）のみ、または鼓楼と鐘楼を一対の建物として対称的な位置に建てられる。建物は多くの場合、楼造とし、開口部を大きく取って、太鼓の音がより遠くまで響くようになっていた。
時計が普及していなかった時代には、太鼓や鐘などによって人々に時が告げられてきた。
日光東照宮の陽明門前にある一対の鐘楼・鼓楼は1636年（寛永13年）に建立されたもので、国の重要文化財に指定されている。東照宮の他の社殿と同様、部材には金色、黒色、朱色を基調とした極彩色を施し、彫物などで飾った豪華な造りである。

### 城郭の太鼓櫓

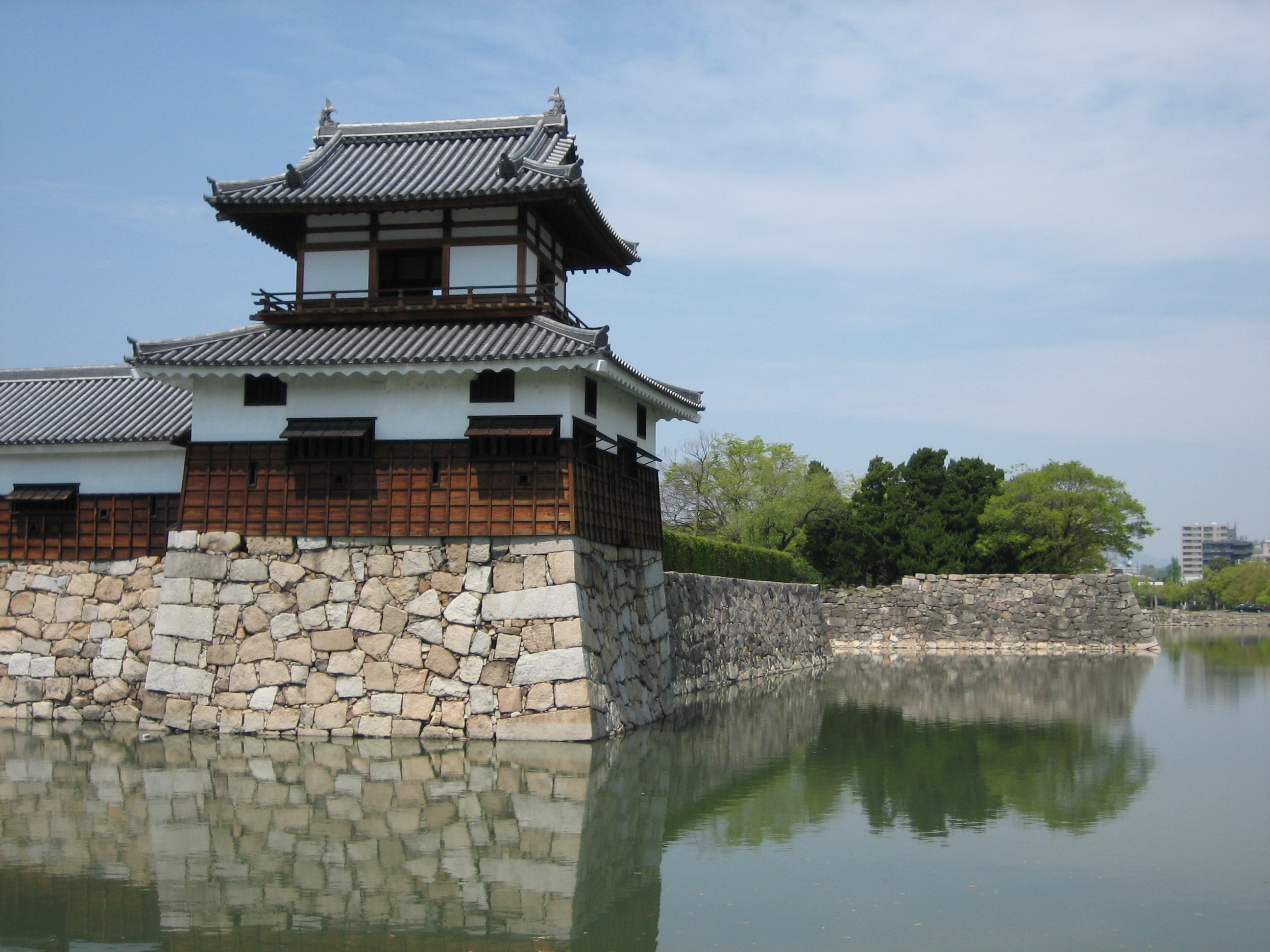
太鼓櫓（広島城）

太鼓櫓（たいこやぐら）は寺院の鼓楼と同じ役割を持つ建物で、常時は日の出と日暮れの開門の時刻を知らせた。城郭に必ず設置される建物であり、同様のものに鐘櫓がある。
多重の楼閣建築であることが多く、姫路城のように平櫓であることは少ない。1重目を通常の櫓と同じように造り、2重目は窓を大きくし、太鼓が吊るしてあった。装飾的に造ることがあり、開口に華頭窓を用いたり、欄干を廻られせたものもある。

現在、現存する太鼓櫓としては、姫路城（平櫓のもの）のものと、掛川城のもの、復元されたものでは広島城のものなどがある。